# Солнечное затмение на Нептуне
Солнечные затмения на Нептуне происходят, когда какой-либо спутник планеты проходит между ней и Солнцем, заслоняя солнечный диск для гипотетического наблюдателя.
В силу удалённости Нептуна от Солнца видимый угловой диаметр последнего составляет примерно 1,25'. Поэтому вызвать солнечное затмение для гипотетического наблюдателя могут лишь те спутники Нептуна, которые обладают значительными размерами и орбиты которых расположены сравнительно близко к планете. Такими характеристиками обладают Тритон (угловой диаметр 26-28'), Наяда — 7-13', Таласса — 8-14', Деспина — 14-22', Галатея — 13-18', Ларисса — 10-14' и Протей — 13-16'. Таким образом, из 14 спутников Нептуна только 7 могут вызвать солнечное затмение.
Солнечные затмения на Нептуне происходят достаточно редко из-за наклона оси вращения планеты, составляющего 28 градусов. Кроме того, плоскость орбиты Тритона расположена под углом 25 градусов к экватору Нептуна, что приводит к тому, что требуемая для затмения конфигурация небесных тел возникает достаточно редко, а само затмение проходит достаточно быстро, поскольку Тритон движется в направлении, противоположном к вращению Нептуна.